# Zonitoschema cothurnata
Zonitoschema cothurnata là một loài bọ cánh cứng trong họ Meloidae. Loài này được Marseul miêu tả khoa học năm 1873.